# Copa Petrobras Bogotá 2006
Il Copa Petrobras Bogotá 2006 è stato un torneo di tennis facente parte della categoria ATP Challenger Series nell'ambito dell'ATP Challenger Series 2006. Il torneo si è giocato a Bogotà in Colombia dal 16 al 22 ottobre 2006 su campi in terra rossa.

## Vincitori

### Singolare
Diego Hartfield ha battuto in finale  Daniel Köllerer con il punteggio di 6–3, 7–5

### Doppio
Marcelo Melo /  André Sá hanno battuto in finale  Eric Nunez /  Jean-Julien Rojer con il punteggio di 6–4, 7–6(5)